# Гремучий Ключ (Бугурусланський район)
Грему́чий Ключ (рос. Гремучий Ключ) — селище у складі Бугурусланського району Оренбурзької області, Росія.

## Населення
Населення — 17 осіб (2010; 27 у 2002).
Національний склад (станом на 2002 рік):
- мордва — 70 %
- росіяни — 30 %